# Classe Zenta
La classe Zenta fut la première classe de croiseur léger (Kleiner Kreuzer) de 1re classe construit à la fin du XIXe siècle pour la Marine austro-hongroise.

Cette classe de trois croiseurs, les SMS Aspern, SMS Szigetvár et SMS Zenta porte le nom de la ville de Senta.

## Conception
Cette nouvelle classe de croiseur a été dessinée par l'architecte naval Siegfrid Popper et a été conçue pour être des navires rapides et à grand rayon d'action, pour le renseignement et le service dans les territoires d'outre-mer.

Les navires ont un faible blindage et un armement léger. Ils possédaient aussi une propulsion auxiliaire avec une voilure de 586 m2 qui se révélera vite inutile.

## Histoire
En début de carrière ils servirent en Chine durant la révolte des Boxers.

## Les unités de la classe
| Classe Zenta  | Classe Zenta   | Classe Zenta     | Classe Zenta    | Classe Zenta      | Classe Zenta          | Classe Zenta |
| Nom           | Chantier naval | Mise en chantier | Lancement       | Armement          | Fin                   | Photo        |
| ------------- | -------------- | ---------------- | --------------- | ----------------- | --------------------- | ------------ |
| SMS Zenta     | Arsenal Pula   | 8 août 1896      | 18 août 1897    | 28 mai 1899       | coulé le 16 août 1914 |              |
| SMS Aspern    | Arsenal Pula   | 4 octobre 1897   | 3 mai 1899      | 29 mai 1900       | rayé en 1918          |              |
| SMS Szigetvár | Arsenal Pula   | 25 mai 1899      | 29 octobre 1900 | 30 septembre 1901 | rayé en 1918          |              |

### Sources
- (de) Cet article est partiellement ou en totalité issu de l’article de Wikipédia en allemand intitulé « SMS Zenta » (voir la liste des auteurs).